# Індепенденс Тауншип (Нью-Джерсі)
Індепенденс Тауншип (англ. Independence Township) — селище (англ. township) в США, в окрузі Воррен штату Нью-Джерсі. Населення — 5469 осіб (2020).

## Демографія
Згідно з переписом 2010 року, у селищі мешкали 5662 особи в 2234 домогосподарствах у складі 1505 родин. Було 2325 помешкань
Расовий склад населення:
| - 93,4 % — білих - 2,2 % — азіатів - 1,2 % — чорних або афроамериканців - 0,1 % — вихідців з тихоокеанських островів - 0,1 % — корінних американців - 1,6 % — осіб інших рас |

До двох чи більше рас належало 1,4 %. Частка іспаномовних становила 5,4 % від усіх жителів.
За віковим діапазоном населення розподілялося таким чином: 23,4 % — особи молодші 18 років, 65,7 % — особи у віці 18—64 років, 10,9 % — особи у віці 65 років та старші. Медіана віку мешканця становила 41,0 року. На 100 осіб жіночої статі у селищі припадало 94,0 чоловіків;  на 100 жінок у віці від 18 років та старших — 90,3 чоловіків також старших 18 років.
Середній дохід на одне домашнє господарство  становив 93 958 доларів США (медіана — 79 301), а середній дохід на одну сім'ю — 107 778 доларів (медіана — 97 632). Медіана доходів становила 74 284 долари для чоловіків та 57 708 доларів для жінок. За межею бідності перебувало 3,9 % осіб, у тому числі 0,0 % дітей у віці до 18 років та 4,9 % осіб у віці 65 років та старших.
Цивільне працевлаштоване населення становило 2856 осіб. Основні галузі зайнятості: освіта, охорона здоров'я та соціальна допомога — 18,5 %, роздрібна торгівля — 14,2 %, науковці, спеціалісти, менеджери — 9,7 %, виробництво — 9,5 %.